# Magia (DC Comics)
Magia também conhecida como Encantadora ou Feiticeira(em inglês, Enchantress) é uma supervilã e também heroína que aparece nas  histórias em quadrinhos norte-americanas publicadas pela DC Comics. A personagem foi criada pelo escritor Bob Haney e pelo artista Howard Purcell e apareceu pela primeira vez no título de ficção científica Strange Adventures # 187 (abril de 1966). A personagem tem sido periodicamente retratada como assumindo o papel de uma anti-heroína.
Magia tem sua estreia cinematográfica em live action em 2016 no filme Esquadrão Suicida, interpretada pela atriz e modelo Britânica Cara Delevingne.

## Poderes e Habilidades

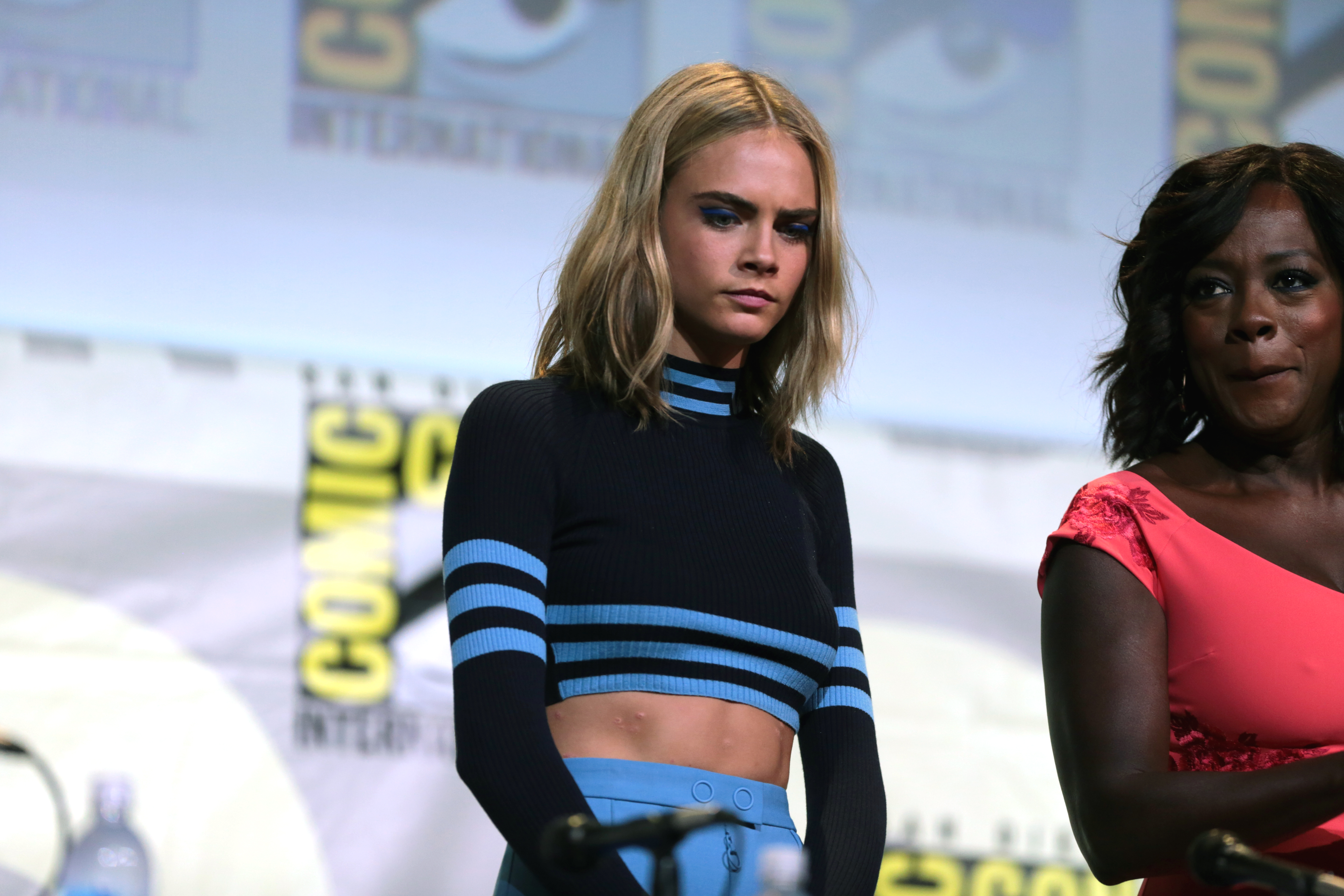
Cara DelevingneAtriz que interpretou Magia

Magia é uma poderosíssima feiticeira cujos dons não conhecem limites quase chegando a níveis de pura onipotência, a energia mística que flui através de seu corpo pode ser usada da maneira que a bruxa desejar, além de aprimorar automaticamente seus atributos físicos como reflexos, visão, audição, força, agilidade e etc a níveis sobre-humanos. A anti-heroína já provou por diversas vezes que suas habilidades mágicas tem um avassalador potencial que pode ser usado para destruir todo um planeta ou até mesmo reescrever a história. E como se isso não fosse suficiente, a bruxa já foi capaz de derrotar o Superman, Mulher-Maravilha e Cyborg juntos, além de que ela já foi capaz de unir os poderes de todas as criaturas mágicas da terra, e espalhar uma tempestade de raios por todo o planeta e até mesmo transformar um avião em um dragão para salvar o esquadrão suicida. Magia é tão poderosa de um jeito, que a própria Zatanna se assustou com seus poderes. Sendo assim seus dons são:
Atmocinese e controle elemental: A Feiticeira é capaz de controlar o tempo da Terra à vontade. Ela foi capaz de cobrir todo o planeta com uma tempestade trovão gigantesca que vomitou iluminação arcana verde sobre os habitantes da Terra. Ela também foi capaz de tornar os ventos da Terra incrivelmente frios. Ela também pode invocar e controlar os quatro elementos primordiais, bem como combina-los e recombina-los para fazer qualquer coisa, como tornados de fogo ou chuvas de pedras.
Alteração da realidade: A bruxa possui o poder supremo, conseguindo de fato alterar a realidade conforme desejar. Quando louca, ela fez uma vaca dar a luz a um fatiador de carne, fez uma tempestade de livros antigos matar seis pessoas e deu uma estação de energia consciente. Ela também criou uma tempestade de dentes que ela usou para derrotar a Liga da Justiça.
Exímia Telepata:  Magia tem a Habilidade de ler a mente das pessoas, ou se camuflar telepaticamente, com essa habilidade ela pode controlar as pessoas de um determinado local, atordoar os sentidos dos outros, colocar seus pensamentos nas mentes alheias ou simplesmente matar pessoas com ondas psiônicas e rajadas psíquicas. Ela também é capaz de criar ilusões, plantar falsas memórias ou pensamentos na mente de uma pessoa, além de dominar a empatia, sendo altamente capaz de fazer as pessoas sentirem qualquer emoção que ela queira. Como certa vez quando ela foi capaz de invadir a mente de todas as pessoas e forçar toda a população do planeta Terra a ficar furiosa, fazendo com que todo o planeta lutasse entre si até a morte.Ela também é capaz de utilizar sua mente (de forma telecinetica) para mover ou erguer qualquer coisa grande ou pequena, pesada ou leve, bem como desintegra-la facilmente se tiver vontade, apenas usando a força psiônica de sua mente.  
Alto conhecimento de magia arcana: A Feitiçeira possui um vasto conhecimento de magia arcana que pode ser utilizado para qualquer coisa, ela pode manipular a energia mística sombria para atingir qualquer propósito, bom ou mal, seja para vôo, teletransporte ou para proteção de si mesma e/ou de outras pessoas bem como utilizar como arma para atacar seu(s) oponente(s) de forma avassaladora, sendo assim, ela facilmente pode materializar ou invocar qualquer coisa de pura energia como campos de força, portais para qualquer lugar (ou dimensão) e armas, ela também pode simplesmente disparar descargas ou feixes de energia concentradas de suas mãos, podendo facilmente desintegrar qualquer coisa ou qualquer um com uma poderosa explosão de energia concussiva, ela pode invocar criaturas demoníacas (dessa ou de outras dimensões), bem como controla-las, lançar maldições e feitiços altamente poderosos, além de dominar artes obscuras de necromancia que pode utilizar para a ressurreição de seres mortos. E como se isso tudo não fosse suficiente, ela ainda possui habilidades cronocinéticas, podendo controlar o próprio espaço tempo contínuo como quiser. 
Domínio nato sobre o controle de almas: Magia tem uma altíssima habilidade de dominar a alma dos seus oponentes, devido ao fato de ser sobretudo um demônio succubus. A feiticeira tem controle total para destruir, moldar ou alterar, retirar, criar, selar, absorver e devorar almas, além do que pode literalmente arrancar e fazer uma pessoa duelar fisicamente com a sua própria alma.
Projeção astral: Ela possui a capacidade de sair do seu corpo e ficar na "forma astral", nessa forma ela pode criar "armas astrais"(espadas, escudos, chicotes, lâminas, etc.) que são capazes de cortar ou afetar qualquer coisa não física, ela pode utilizar esse poder para lutar na forma astral sem afetar o plano físico.
Transmutação metamorfórica: Ela possui a capacidade de modificar a sua forma física para se transformar em qualquer ser vivo, por exemplo: Magia pode se disfarçar mudando sua forma física para a forma de outra pessoa ou animal em qualquer situação. De acordo com o seu querer.
Intangibilidade: A bruxa ainda pode ficar intangível, podendo atravessar qualquer coisa física ou composta de matéria como paredes ou pessoas.
Possesão: Ela pode possuir outras corpos através da sua forma astral podendo escolher um novo hospedeiro quando desejar, como fez com June Moone. O que também vem a confirmar a imortalidade da bruxa.
Canalização de Poder: Ela também foi vista acessando remotamente o poder de outros usuários de magia, como fez quando localizou e canalizou o poder de quase todos os seres mágicos da Terra para que fluísse através dela poder para o Capitão Marvel, para ajudá-lo em sua batalha com o Espectro.
Ótima combatente:  Magia ainda é extremamente habilidosa em combate corpo-a-corpo armado e desarmado, como mostrado no novo filme da DC comics, quando ela é capaz de lutar contra todo o esquadrão suicida.

## História do Personagem
Inicialmente a artista freelance June Moone é convidada para uma festa a fantasia em um antigo castelo, e se depara com uma câmara secreta, onde um ser mágico desconhecido (mais tarde nomeado como Dzamor, um demônio convertido que tem a intenção de usar June Moone como receptáculo para um grande poder com o intuito de ser sua paladina ) então obriga June a lutar contra uma presença maligna no castelo. Dizendo as palavras "A Magia" (original Enchantress) ela se transforma, e dos cabelos loiros de June veremos surgir uma feiticeira de cabelos negros com uma aparência mais sombria que possui uma infinidade de poderes mágicos.
Derrotando a criatura no castelo  um Minotauro de uma tapeçaria, logo depois, ela também derrota um monstro no Cabo Kennedy e a miragem de uma criatura demoníaca que manipulava um bandido.
Em sua próxima aparição no entanto, a Magia é mostrada como uma personagem complexa  lutando contra a Supergirl, que a impede de ganhar um poder onipotente e mágico, o que cancelaria todas as outras superpotências na Terra.
Por duas vezes seu lado sombrio assume o controle e depois disso a personagem continua sua carreira como membro dos "Vilões Esquecidos" e parte com o exército de supervilões durante o evento "Crise nas Infinitas Terras".

### Esquadrão Suicida
Ela está próxima de ser recrutada para o recém-formado "Força Tarefa X", que em breve será conhecido como o "Esquadrão Suicida", sobre a promessa de que eles poderiam manter seu lado sombrio sob controle .
Em sua primeira missão, ela usa uma enorme quantidade de energia mágica; para derrotar Brimstone, que foi enviado ao longo do limite para que ela torne-se temporariamente a verdadeira vilã.
Durante o seu percurso com o Esquadrão Suicida, o controle de June Moone sobre seu lado magico como "Enchantress", gradativamente se tornou mais fraco, e ela atrapalhou pelo menos uma missão e por este motivo o seu companheiro de equipe Pistoleiro é encarregado de eliminá-la, caso ela ficasse fora de controle. Eventualmente, Madame Xanadu diagnosticou que a perda do controle de June era devido ao fato de June ter iniciado prematuramente a utilizar seus poderes como "Enchantress" e a única maneira de se controlar era que ela não os utilizasse, até que a sua aura se restaurasse, protegendo-a das influências malignas de Enchantress " e recuperasse seus plenos poderes.
Madame Xanadu dá a June um colar mágico e que, em conjunto com um anel, podem inibir a "Magia" impedindo-a de usar os seus poderes para o mal como uma medida provisória.
June, em seguida, descobre que sua personalidade Enchantress / Magia é de fato uma entidade maligna  separada de outra dimensão que foi fundida com ela e que não era simplesmente uma manifestação mágica.
Esta entidade é arrancada de seu corpo por um demônio chamado Incubus e, pouco depois, June desaparece do Esquadrão Suicida por razões desconhecidas. Nada mais é ouvido sobre June Moone ou Magia por onze anos.

### Dia do Julgamento
Onze anos mais tarde, depois de uma tempestade causada pela guerra no inferno, June se liberta do Instituto Mental Ostrander, em Nova Jersey, onde ela tinha sido internada por um período indeterminado de tempo. Recusando-se a juntar-se com os super-heróis que lutavam contra uma invasão demoníaca na Terra e no Inferno, a Magia recém-liberada é possuída pelo Desafiador e foi usada para ajudar na luta no inferno.
Uma vez lá, a "personalidade"de Magia  é "destruída"por Fausto como um ato puramente mal, e seria única maneira de reacender o fogo do inferno.

### JLA: Batismo Negro
June Moone é deixada em um estado semi-catatônico após a remoção de sua personalidade mágica Enchantress/Magia e foi internada no "Sanatório Campos Elysium" fora de Detroit. Fausto a remove  do sanatório e a reúne mais uma vez com sua personalidade a entidade Enchantress /Magia  que na verdade não tinha sido destruída  por ele, mas  mascarada pela "Anita Soul Eater"um súcubo que trabalhava com um grupo de demônios da máfia, com o intuito de criar um portal de entrada para o Inferno e ressuscitar Hermes Trismegisto (um feiticeiro louco que queria destruir a vida na Terra).
Quando a Magia e June são recombinadas, uma nova entidade chamada Soulsinger é criada temporariamente e que desaparece pouco depois, deixando para trás Enchantress / Magia  mais uma vez como uma entidade separada, mas desta vez sem seus poderes. June Moone é levada para ser curada pelo Doutor Oculto.

### Os Novos 52
Em 2011 a DC Comics cancelou todos os seus títulos e relançou 52 novas histórias em quadrinhos como parte dos Os Novos 52.
Um deles foi Liga da Justiça Sombria que apresenta uma série de heróis sobrenaturais temáticos incluindo  Shade, o Homem Mutável, Zatanna, John Constantine, e Madame Xanadu se unindo para lutar contra uma Enchantress / Magia insana que se separou de June Moone. John Constantine descobriu que Madame Xanadu disse um encantamento que separava June Moone de Magia e leu um encantamento que reverteu o feitiço.

## Em Outras Mídias

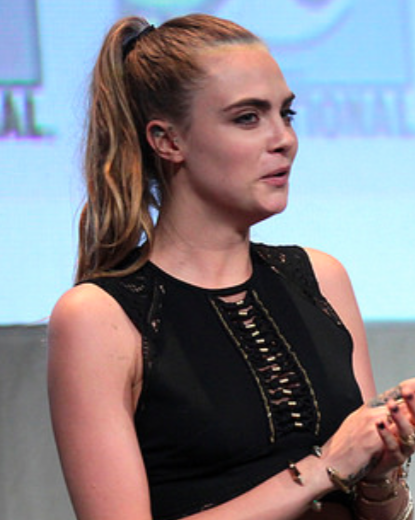
Cara Delevingne interpreta Magia no cinema.

- Magia aparece no filme de animação  Liga da Justiça: Ponto de Ignição.
- Magia aparece como um dos personagens principais do filme em live-action do Esquadrão Suicida, interpretada por Cara Delevingne. Ela é a principal vilã, o espírito de uma feiticeira que se incorpora na arqueóloga June Moone após ser encontrada nas ruínas de uma civilização extinta.